# Municipio de Virginia (Misuri)
El municipio de Virginia (en inglés: Virginia Township) es un municipio ubicado en el condado de Pemiscot en el estado estadounidense de Misuri. En el año 2010 tenía una población de 512 habitantes y una densidad poblacional de 4,74 personas por km².

## Geografía
El municipio de Virginia se encuentra ubicado en las coordenadas 36°6′25″N 89°54′11″O / 36.10694, -89.90306. Según la Oficina del Censo de los Estados Unidos, el municipio tiene una superficie total de 108.08 km², de la cual 107,71 km² corresponden a tierra firme y (0,34 %) 0,37 km² es agua.

## Demografía
Según el censo de 2010, había 512 personas residiendo en el municipio de Virginia. La densidad de población era de 4,74 hab./km². De los 512 habitantes, el municipio de Virginia estaba compuesto por el 97,46 % blancos, el 0,39 % eran afroamericanos, el 0,39 % eran asiáticos, el 1,56 % eran de otras razas y el 0,2 % eran de una mezcla de razas. Del total de la población el 1,56 % eran hispanos o latinos de cualquier raza.